# Johan Hagelbäck
Johan Hagelbäck, född 15 november 1946 i Engelbrekts församling i Stockholm, är en svensk konstnär, barnboksförfattare och animatör.
Johan Hagelbäck är utbildad vid Konstfack i Stockholm, där han även undervisade 1996-1999. Efter avslutade studier i Sverige arbetade Johan Hagelbäck som art director i London och Amsterdam. Hagelbäcks kortfilmer har visats på flera festivaler runt om i världen, bland annat på filmfestivalen i Cannes och Berlin.
De första kortfilmerna skapade han i sina ungdomsår under 1960-talet, men det var först under 1970-talet som han blev känd för sina animationer. Bland annat gjorde han vinjetten till TV-serien Fem myror är fler än fyra elefanter 1973.
Johan Hagelbäck är troligtvis främst känd för sina filmjölksanimationer i barnprogrammet Hagelbäcks matrast 1992. Han har även skapat den animerade figuren Charles Nonsens som först sändes i TV-programmet Druvan 1988, där Hagelbäck medverkade med grafik och animerade kortfilmer, och senare fristående under kvällstid.  
År 1980 gjorde Hagelbäck en animerad version av Tove Janssons bilderbokklassiker Vem ska trösta knyttet? med musik av Peter Lundblad. Därefter andra filmsagor, bland annat Historien om Lilla och Stora Kanin (1982) med Per Oscarsson som berättare och Mamman och den vilda bebin (1983) efter Barbro Lindgrens barnbok.
Den sista mammuten är en film om en ensam mammut som tinar upp och blir jagad av forskare och djurskötare. Den utsågs till bästa barnfilm i Oberhausen. Hasses dagbok handlar om åttaårige Hasse som i hemlighet skriver dagbok om sitt liv och föräldrarna som dricker och grälar. Den vann bland annat festivalpris för bästa animation i Århus. Båda filmerna hade premiär 1991.
Filmen Karl Sundlöv och livets hörnpelare, om fördelarna med att vara okoncentrerad i skolan, nominerades i kategorin "bästa kortfilm" till Guldbaggegalan 2002. Han gjorde även introfilmen till Göteborgs filmfestival 2004, som visar förväntansfulla russin som skriker "Mera film! Tjo tjo tjo!" snabbare och snabbare.
Johan Hagelbäck har även gjort rösten till rektorn och magistern i TV-serien Javisst har barnen rätt som handlar om barns rättigheter (även manus, regi och animation).
Som konstnär har Hagelbäck bland annat gjort konstverk av russin som ställts ut på Göteborgs konstmuseum och Stockholms stadsmuseum.

## Priser och utmärkelser (urval)
- 2006 – Knut V. Pettersson-stipendiet
- 2022 – Gullspira